# Intesa istituzionale di programma
L'intesa istituzionale di programma (IIP) in Italia costituisce uno strumento del diritto amministrativo, attraverso il quale sono stabiliti congiuntamente tra il governo e la giunta di ciascuna regione gli obiettivi da conseguire ed i settori nei quali è indispensabile l'azione congiunta degli organismi predetti. 
Rappresenta l'ordinaria modalità del rapporto tra governo nazionale italiano e ciascuna regione per favorire lo sviluppo, in coerenza con la prospettiva di una progressiva trasformazione dello Stato in senso federalista.
La sottoscrizione dell'intesa permette alle parti di collaborare per l'attuazione di un piano pluriennale di interventi di interesse comune e funzionalmente collegati, da realizzarsi nel territorio di una singola regione e nel quadro della programmazione negoziata statale e regionale.

## Riferimenti normativi
- Art. 2 comma 203 lett. b) della Legge 23 dicembre 1996, n. 662 - Misure di razionalizzazione della finanza pubblica.